# CROWD36
CROWD36 является системой 36-уровневого частотного телеграфирования и построена на базе британской Piccolo MK1. Дипломатические службы стран СНГ являются основными пользователями системы, однако есть предположение, что она используется разведкой и в вооружённых силах. Скорость передачи данных составляет 40 бод, каждая тональная посылка длится 25 мс. Ручное телеграфирование ведётся на скорости 10 бод, каждая тональная посылка длится 100 мс. Судя по спектру излучения, тональные посылки объединены в три группы из 10+11+11 частот. Частоты разнесены на 40 Гц, а частоты с номерами 1, 12, 24 и 36 используются редко и поэтому расстояние между группами равно 80 Гц. Каждая из 32 частот соответствует одному коду символа ITA2.
Система также известна как CIS/Russian Piccolo, URS multitone, CIS 10-11-11 MFSK или CIS-36. В продаже нет широко доступных декодеров.
Согласно документации ITU существует 4 вида CROWD36, которые отличаются по длительности частотной посылки и скорости передачи. Знаком '*' обозначены виды, используемые на практике.
| № | Длительность символа, мс | Расстояние между частотами, Гц | Число используемых частот |          |
| - | ------------------------ | ------------------------------ | ------------------------- | -------- |
| 1 | 25                       | 40                             | 34                        | * 40 бод |
| 2 | 25                       | 40                             | 34                        |          |
| 3 | 100                      | 10                             | 34                        | * 10 бод |
| 4 | 100                      | 10                             | 34                        |          |

Несколько отличительных фаз связи может быть выделено: вызов, ожидание и посылка данных. Вызов и ожидание состоят из периодически повторяющихся 5 тональных посылок. Как правило, при передаче на скорости 40 бод данные зашифрованы, однако, иногда операторами используется нешифрованная передача на скорости 10 бод. Начало сеанса связи и его окончание ведётся вручную на скорости 10 бод.

## Mazielka
Система избирательного вызова, используемая между CIS станциями (т. н. станции «братства» СНГ) для вызова оператора принимающей станции при внеочередных сеансах связи. Является частью системы CROWD36 описанной выше. Сигнал «Mazielka X06» составляется из 6 частот из 13 частотного набора. Сигнал «Mazielka X02» — состоит из 2-х частот. Каждый тон соответствует определённой цифре и обозначает идентификатор вызываемой станции.
Для более подробной информации см. WUN Special Edition, V1.3, Apr '95.